# Jan van den Bergh
Jan van den Bergh (Alkmaar, 1587 - aldaar, na 1650) was een kunstenaar uit de Nederlandse gouden eeuw.

## Biografie
Van den Berg werd geboren rond 1587, waarschijnlijk in Alkmaar. Zijn vader was een schoolmeester. Rond 1602 werd hij in Haarlem leerling van Hendrick Goltzius. Toen het gezin naar Brabant verhuisde maakte Van den Berg in Antwerpen kennis met Peter Paul Rubens. Er zou tussen hen een vriendschap ontstaan. Rubens nam Van den Bergh aan als leerling en stimuleerde hem zijn artistieke talenten verder te ontwikkelen. Later stelde Rubens hem aan als rentmeester van zijn landgoed in Ieper. Daar werd zijn zoon Mathys van den Bergh geboren, die hem later zou opvolgen als kunstschilder. Over zijn andere zoon Johannes Baptist van den Bergh is niets bekend. In 1622 keerde Van den Bergh terug naar Antwerpen, waar hij leermeester werd van Jan Fijt. Een paar jaar later (1625) krijgt hij van het schepencollege de opdracht voor een altaarstuk voor de schepenkapel. Later verhuist hij terug naar zijn geboortestad Alkmaar, waar hij lid wordt van het Sint-Lucasgilde (1649, 1650). In deze periode wordt hij vermeld als leermeester van Adriaen Jansz Decker. Ook Symon Jansz. Rijp wordt genoemd als een van zijn leerlingen.

## Werken
Van den Berg werd bekend als schilder van genrestukken, portretten en christelijke voorstellingen.